# Galeodes separandus
Galeodes separandus är en spindeldjursart som beskrevs av Roewer 1934. Galeodes separandus ingår i släktet Galeodes och familjen Galeodidae. Inga underarter finns listade i Catalogue of Life.